# Txékon
Txékon o amb el nom complet Jeleznodorójnogo raziezda Txékon - Железнодорожного разъезда Чекон (rus) - és un khútor del krai de Krasnodar, a Rússia. Es troba a la vora dreta del curs baix del riu Txékon, al delta del riu Kuban, a 32 km a l'oest de Krimsk i a 107 km a l'oest de Krasnodar, la capital.
Pertany al municipi de Varenikóvskaia.